# Здравословни и безопасни условия на труд
Здравословните и безопасни условия на труд, ЗБУТ в България са определени със закон, това е Законът за здравословни и безопасни условия на труд .
Здравословните и безопасни условия на труд касаят всички работници и работодатели и определят вредните фактори и условия за безопасност на труда.

## Вредни фактори за здравето и безопасността
1. Физически; механични, акустични, електрически, оптически, лъчеви, йонизиращи и вибрационни.
2. Химически
3. Биологически
4. Психологически
5. и други.

## Основни нормативни актове
- Кодекс на труда Архив на оригинала от 2021-12-19 в Wayback Machine.
- Правила по безопасност на труда
- Отраслови правила по ЗБУТ
- Ведомствени правила
- Нормативни актове
- Стандарти
- стандартизирани документи
- Международни конвенции по труда
- Нормативни документи засягащи опазването на околната среда:

1. Закон за опазване на околната среда
2. Наредби за околната среда

## Трудова злополука
Това са всички травматични увреждания ако са довели до временна нетрудоспособност, инвалидност или смърт на работника станали по време или извършване на работа.
- Ако е станало по време на работа
- През времето на почивките
- Или когато работещия отива или се връща от работа (в рамките на един час).

Трудовите злополуки се делят на
1. Аварийни – пострадалите са трима или повече.
2. Тежки – водят до загуба на трудоспособност над 50%.
3. Смърт
4. Обикновени
5. Всички останали

Трудовите злополуки се декларират чрез попълване на декларация за трудова злополука в четири екземпляра.